# جیم هوگونین
جیم هوگونین (انگلیسی: Jim Hugunin؛ زادهٔ) مهندس و برنامه‌نویسی است که پسوند زبان برنامه‌نویسی پایتون Numeric را ایجاد کرد و بعداً پیاده‌سازی‌های پایتون را برای پلتفرم جاوا (Jython) و برای پلت فرم مایکروسافت دات نت (آیرون پایتون) ایجاد کرد.